# Тарасовка (Великописаревский район)
Тарасовка (укр. Тарасівка) — село,
Тарасовский сельский совет,
Великописаревский район,
Сумская область,
Украина.
Код КОАТУУ — 5921285201. Население по переписи 2001 года составляло 909 человек.
Является административным центром Тарасовского сельского совета, в который не входят другие населённые пункты.

## Географическое положение
Село Тарасовка находится на левом берегу реки Ворсклица,
выше по течению на расстоянии в 2 км расположено село Дружба,
ниже по течению примыкает село Крамчанка,
на противоположном берегу — село Дерновое (Тростянецкий район).
Река в этом месте извилистая, образует лиманы, старицы и заболоченные озёра.

## История
- 1663 — дата основания.